# Schleusungskriminalität
Schleusungskriminalität umfasst nach der Definition der Projektgruppe „Schleusungskriminalität“ der Arbeitsgemeinschaft Kriminalpolizei (AG Kripo) beim Bundeskriminalamt alle mit der unerlaubten Einreise und Einschleusung von Ausländern nach Deutschland im Zusammenhang stehenden Delikte, wie Urkundendelikte, Urkundendelikte durch das Überlassen von Identitätspapieren und der unerlaubte Aufenthalt von Ausländern. Außerdem fallen darunter das Erschleichen von Aufenthaltstiteln, Menschenhandel im Zusammenhang mit dem Einschleusen von Ausländern durch Fluchthelfer oder Schleuser sowie Formen der illegalen Beschäftigung von irregulären Migranten.
Der Begriff des Einschleusens von Ausländern geht auf die sogenannte assistierte unerlaubte Einreise zurück und findet sich im EU-Aktionsplan gegen die Schleusung von Migranten (2015–2020).

## Abgrenzung zur Schleuserkriminalität
Schleuserkriminalität ist nur verwirklicht, wenn eine direkte Beteiligung an der unerlaubten Einreise und dem unerlaubten Aufenthalt bzw. das Einschleusen von Ausländern im Sinne der § 96, § 97 des Aufenthaltsgesetzes (AufenthG) vorliegt. Der Begriff Schleuserkriminalität ist somit enger gefasst als der der Schleusungskriminalität. Die Schleuserkriminalität kann synonym mit dem in den Medien oft anzutreffenden Begriff Menschenschmuggel verwendet werden, der sich von dem im Englischen für das Einschleusen von Ausländern verwendeten Terminus smuggling ableitet. Insofern kann Schleuserkriminalität dem Oberbegriff der Schleusungskriminalität untergeordnet werden.
Die Vorgaben zur Schaffung entsprechender Straftatbestände gem. Art 1 der europäischen Richtlinie zur Definition der Beihilfe zur unerlaubten Ein- und Durchreise und zum unerlaubten Aufenthalt hat die Republik Österreich unter der Bezeichnung Schlepperei im Fremdenpolizeigesetz (§ 114 FPG) umgesetzt.

## Schleusungskriminalität

### Rechtsgeschichte
Die dem Einschleusen von Ausländern zu Grunde liegende unerlaubte Einreise wurde in Deutschland erstmals 1952 im Passgesetz und danach 1965 im Ausländergesetz als Straftat im Nebenstrafrecht normiert. Erst mit dem Ausländergesetz von 1990 wurde dieser Grundtatbestand in unerlaubte Einreise, unerlaubter Aufenthalt und das Einschleusen von Ausländern (§§ 92 ff.) ausdifferenziert. Danach wurden die Tatbestände angesichts des Migrationsdrucks auf Deutschland und der damit einhergehenden Asyldebatte in den frühen 1990er Jahren mehrfach weiter verschärft. So wurde 1994 mit dem § 92a Ausländergesetz erstmals ein eigenständiger Verbrechenstatbestand für das gewerbs- und bandenmäßige Einschleusen von Ausländern eingeführt. Letztmals wurden die Tatbestände mit dem neuen Aufenthaltsgesetz von 2005, welches das Ausländergesetz von 1990 ablöste, an die EU-Richtlinie 2002/90/EG angepasst.

### Menschenhandel
Menschenhandel ist zunächst grundsätzlich sowohl strafrechtlich als auch kriminologisch  vom Einschleusen von Ausländern zu unterscheiden. So ist das Einschleusen von Ausländern die assistierte illegale Einreise, während Menschenhandel dagegen nach internationalem Verständnis die Ausbeutung illegal eingereister Personen im Zielland bzw. die Förderung der Ausbeutung bedeutet. Rechtssystematisch spiegelt sich dies in Deutschland darin wider, dass der Menschenhandel (Förderung der Ausbeutung) in §§ 232 Strafgesetzbuch als Teil des allgemeinen Strafrechtes sanktioniert wird (Zwangsprostitution in § 232a, Zwangsarbeit in § 232b, Ausbeutung der Arbeitskraft in § 233, Ausbeutung unter Ausnutzung einer Freiheitsberaubung in § 233a), während sich die Kerntatbestände der Schleusungskriminalität, das Einschleusen von Ausländern, in den §§ 96, 97 des Aufenthaltsgesetzes als Nebenstrafrecht normiert finden. Allerdings ist der Menschenhandel aufgrund dieser oftmals vorangehenden Schleusungshandlungen im phänomenologischen Kontext der Schleusungskriminalität von hoher Relevanz.

### Einschleusen von Ausländern
Der Grundtatbestand der unerlaubten Einreise und des unerlaubten Aufenthaltes ist in Deutschland strafbar gem. § 95 Abs. 1, Nr. 1–3 des Aufenthaltsgesetzes. In § 95 Aufenthaltsgesetz finden sich auch die Verstöße gegen Wiedereinreisesperren (Abs. 2, Nr. 1) sowie das Erschleichen von Aufenthaltstiteln (Abs. 2, Nr. 2) geregelt.
Das Einschleusen von Ausländern ist in den §§ 96, 97 Aufenthaltsgesetz unter Strafe gestellt. Hierzu muss eine Person in der Regel für den Erhalt oder das Versprechen eines Vorteils einen Ausländer dazu anstiften oder diesen dabei unterstützen, unerlaubt nach Deutschland einzureisen, sich dort aufzuhalten oder einen Aufenthaltstitel zu erschleichen. Qualifizierungstatbestände stellen das banden- oder gewerbsmäßige Einschleusen, die Tatbegehung unter Mitführung einer Waffe sowie die Inkaufnahme einer Lebens- oder schweren Gesundheitsgefährdung der Geschleusten dar. Beim § 97 Aufenthaltsgesetz handelt es sich um einen Verbrechenstatbestand, der das Einschleusen mit Todesfolge sowie das banden- und gewerbsmäßige Einschleusen beinhaltet.

### Weitere Tatbestände
Weitere Relevanz für die Schleusungskriminalität besitzen im Nebenstrafrecht auch die Verleitung zur missbräuchlichen Asylantragstellung gemäß § 84 Asylgesetz sowie die banden- und gewerbsmäßige Verleitung zur missbräuchlichen Asylantragstellung nach § 84a AsylG.
Im allgemeinen Strafrecht stehen außer dem bereits oben erwähnten Menschenhandel insbesondere Fälschungsdelikte nach § 267 ff. Strafgesetzbuch im phänomenologischen Zusammenhang zur Schleusungskriminalität.